# 加布里埃爾·德·波旁
加布里埃爾·德·波旁（西班牙語：Gabriel de Borbón，1752年5月12日—1788年11月23日），西班牙國王卡洛斯三世的第四子。

## 家庭
1785年，加布里埃爾和葡萄牙女王瑪麗亞一世的女兒瑪麗安娜·維多利亞結婚，兩人共有2子1女：
1. 佩德羅·卡洛斯（英语：Infante Pedro Carlos of Spain and Portugal）（1786年—1812年）
2. 瑪麗亞·卡洛塔（1787年—1787年），夭折
3. 卡洛斯（1788年—1788年），夭折